# كلية بومونا
كلية بومونا (/pəˈmoʊnə/  pə-MOH-nə)، هي كلية خاصة للفنون الليبرالية في كليرمونت، كاليفورنيا. تأسست في عام 1887 من قبل مجموعة من التجمعيين الذين أرادوا إعادة إنشاء "كلية على الطراز الإنجليزي الجديد" في جنوب كاليفورنيا. في عام 1925، أصبحت العضو المؤسس لاتحاد كليات كليرمونت، وهي مجموعة من المؤسسات المتجاورة والمتعاونة.
بومونا هي مؤسسة جامعية تضم طلاب الدراسات الجامعية لمدة أربع سنوات والتي بلغ عددهم حوالي 1700 طالب في فصل الربيع من عام 2024. تقدم الجامعة 48 تخصصًا في مجالات الفنون الليبرالية وحوالي 650 مقررًا دراسيًا، بالإضافة إلى إمكانية الوصول إلى أكثر من 2000 مقرر دراسي إضافي في كليات كليرمونت الأخرى. يقع الحرم الجامعي البالغ مساحته 140 فدان (57 هكتار) في مجتمع سكني على بعد 35 ميلاً (56 كم) شرق وسط مدينة لوس أنجلوس، بالقرب من سفوح جبال سان غابرييل.
بومونا تمتلك أدنى معدل قبول بين جميع كليات الفنون الليبرالية في الولايات المتحدة حتى عام 2021، وتُعتبر واحدة من أبرز كليات الفنون الليبرالية في الغرب الأمريكي ومن بين أكثرها شهرة في البلاد.تمتلك بومونا نحو 2.8 مليار دولار كقاعدة مالية حتى يونيو 2023، مما يجعلها واحدة من أغنى 10 مدارس في الولايات المتحدة من حيث الموارد لكل طالب. يعيش معظم الطلاب على الحرم الجامعي، وتتميز هيئة الطلاب بتنوعها العرقي والجغرافي والاجتماعي الاقتصادي. تُعرف فرق الرياضة في الكلية، المعروفة باسم ساغيهنس، بأنها تتنافس بشكل مشترك مع كلية بيتزر في المؤتمر الرياضي الجامعي البيني لجنوب كاليفورنيا، الذي ينتمي إلى القسم الثالث من الألعاب الجامعية.
تتضمن الخريجون البارزون من بومونا الفائزون بجوائز الأوسكار والإيمي والغرامي وتوني؛ كذلك أعضاء مجلس الشيوخ الأمريكيين وسفراء ومسؤولين حكوميين فدراليين آخرين؛ الحائزون على جوائز بوليتزر؛ المليارديرات التنفيذيين؛ الحائزون على جائزة نوبل؛ أعضاء الأكاديميات الوطنية؛ والرياضيين الأولمبيين. تُعتبر الكلية من أبرز المنتجين لمنح برنامج فولبرايت والمستفيدين من منح أخرى.

## تاريخ

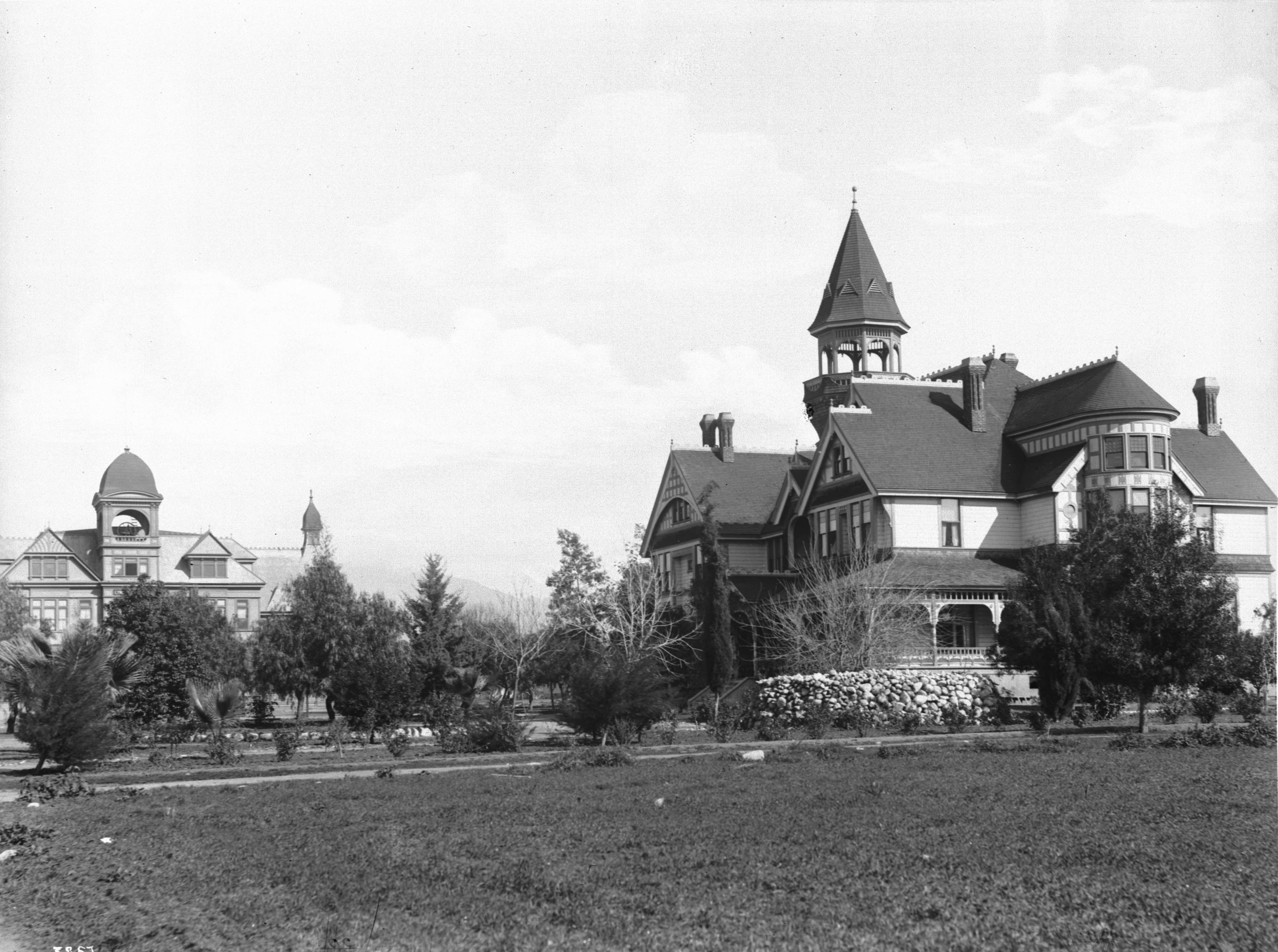
صورة خارجية للكلية في عام 1907، تُظهر مبنييها الأقدم: قاعة سامنر (على اليمين) وقاعة هولمز (على اليسار).

### العصر التأسيسي
تأسست كلية بومونا كمؤسسة مسيحية مختلطة الجنسين وغير طائفية في 14 أكتوبر 1887، في ظل ازدهار سوق العقارات والتوقعات بتدفق السكان بفعل وصول السكة الحديدية العابرة للقارات إلى جنوب كاليفورنيا. سعى مؤسسوها، مجموعة إقليمية من الكنغرغيشيوناليين، إلى إنشاء "كلية من النمط النيو إنغلاند"، محاكين الجامعات التي تلقوا فيها تعليمهم. بدأت الدروس أولاً في كوخ أير، منزل مستأجر في بومونا، كاليفورنيا، في 12 سبتمبر 1888، وكانت هناك خطط لإقامة الحرم الجامعي الدائم في بيدمونت ميسا، على بُعد أربعة أميال شمال المدينة. في العام نفسه، انهارت فقاعة العقارات، مما جعل الحرم الجامعي في بيدمونت غير قابل للتحمل مالياً، وعُرضت على الكلية موقع فندق غير مكتمل (والذي تم تسميته لاحقاً باسم قاعة سامنر) في بلدة كليرمونت القريبة التي تأسست مؤخراً. انتقلت الكلية إلى هناك ولكنها لاحتفظت باسمها. قاد تشارلز ب. سامنر، أحد أعضاء مجلس الأمناء، الكلية خلال سنواتها الأولى، وساعد في تعيين أول رئيس لها رسمياً، سيراس ج. بالدوين، في عام 1890. كانت الدفعة الأولى من الخريجين، في عام 1894، تضم 11 عضواً.

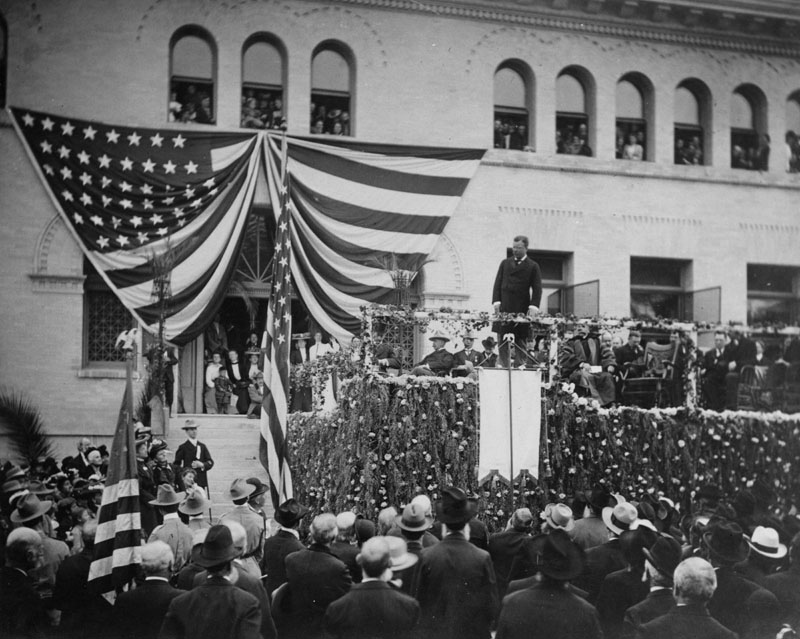
الرئيس الأمريكي ثيودور روزفلت خلال خطابه في كلية بومونا عام 1903.

بومونا كانت تعاني من أزمة مالية حادة خلال سنواتها الأولى، إلا أنها نجحت في جمع ما يكفي من الأموال لإضافة عدة مبانٍ إلى حرمها الجامعي. على الرغم من أن أول طلاب من أصول آسيوية وأسود سجلوا في الكلية في عام 1897 وعام 1900 على التوالي، فإن جسم الطلاب (مثل معظم الجامعات في تلك الفترة) بقي شبه بالكامل من الطلاب البيض في ذلك الوقت. في عام 1905، خلال فترة رئاسة جورج أ. غيتس، اكتسبت الكلية قطعة أرض تبلغ مساحتها 64 فدانًا (حوالي 26 هكتار) شرقي الموقع المعروف باسم "الغسيل". في عام 1911، مع ازدياد شيوع المدارس الثانوية في المنطقة، قامت الكلية بإلغاء قسمها الإعدادي الذي كان يدرس دورات قبل الكلية. وفي العام التالي، التزمت بنموذج الفنون الليبرالية، وقريبًا بعد ذلك جمعت مدارسها السابقة للفنون والموسيقى في أقسام داخل الكلية. في عام 1914، أسست جمعية الشرف فاي بيتا كابا فصلاً في الكلية. كان الحضور اليومي إلى الكنيسة إلزاميًا حتى عام 1921، وكانت ثقافة الطلاب تشدد على الرياضة والتنافس الأكاديمي بين الفصول. خلال الحرب العالمية الأولى، تم تقسيم الطلاب الذكور إلى ثلاث شركات عسكرية ووحدة للصليب الأحمر للمساعدة في جهود الحرب.

#### منتصف القرن العشرين
مواجهاً للطلب المتزايد في عقد 1920، اعتبر الرئيس الرابع لكلية بومونا، جيمس أ. بلايزديل، ما إذا كان ينبغي أن تتطور الكلية إلى جامعة كبيرة قادرة على اكتساب موارد

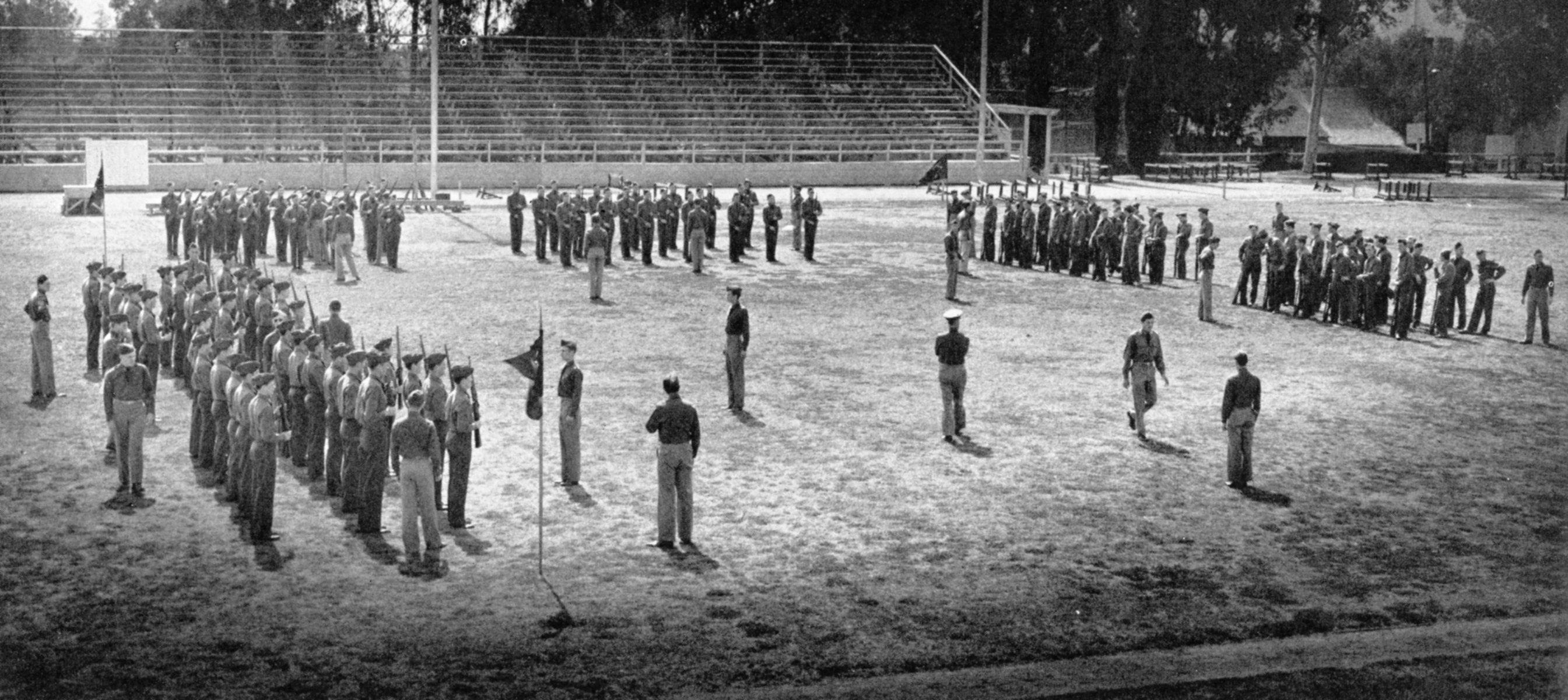
جنود برنامج تدريب ضباط الاحتياط في كلية بومونا عام 1942

إضافية أم أن تبقى مؤسسة صغيرة قادرة على توفير تجربة تعليمية أكثر حميمية. سعى إلى تحقيق كليهما، حيث سلك مسارًا بديلاً مستوحى من نموذج الجامعة الكوليجية الذي شاهده في جامعة أكسفورد، حيث تصور مجموعة من الكليات المستقلة تشارك موارد مركزية مثل مكتبة مشتركة. في 14 أكتوبر 1925، الذكرى الـ38 لتأسيس بومونا، أسست الكلية تحالف كليرمونت اتحاد الكليات. بدأ بناء مساكن كلارك على الحرم الشمالي (الذي كان حينها حرم الطلاب الذكور) في عام 1929، ما يعكس التركيز الذي وضعه الرئيس تشارلز إدموندز على حياة السكن في الكلية. إدموندز، الذي خدم سابقًا كرئيس لجامعة لينجنان في غوانجو، الصين، ألهم اهتمامًا متزايدًا بالثقافة الآسيوية في الكلية وأسس برنامج الدراسات الآسيوية بها.
خلال فترة الكساد الكبير، شهدت كلية بومونا انخفاضًا في عدد الطلاب بسبب عدم قدرة الطلاب على تحمل الرسوم الدراسية، وتم خفض ميزانيتها بنسبة ربع. أعادت الكلية توجيه نفسها نحو الأنشطة الحربية مرة أخرى خلال الحرب العالمية الثانية، حيث استضافت برنامجًا عسكريًا للأرصاد الجوية العسكرية بالقوات الجوية، ودورات برنامج التدريب المتخصص للجيش في الهندسة واللغات الأجنبية.